# Paraproctis coulsoni
Paraproctis coulsoni är en fjärilsart som beskrevs av Collenette 1956. Paraproctis coulsoni ingår i släktet Paraproctis och familjen tofsspinnare. Inga underarter finns listade i Catalogue of Life.